# National Curriculum
Il National Curriculum in Inghilterra è stato introdotto per la prima volta dall'Education Reform Act del 1988. Al momento della sua introduzione la legislazione si applicava sia all'Inghilterra che al Galles. Tuttavia, in seguito, l'istruzione divenne una questione decentrata per il governo gallese. Il curriculum nazionale è un insieme di materie e standard utilizzati dalle scuole primarie e secondarie in modo che i bambini imparino le stesse cose. Prescrive quali materie devono essere insegnate e gli standard che i bambini dovrebbero raggiungere in ciascuna materia.
L'attuale curriculum nazionale statutario risale al 2014, quando è stato introdotto nella maggior parte dei gruppi di anni dell'istruzione primaria e secondaria, anche se alcuni elementi sono stati introdotti nel settembre 2015. Il curriculum nazionale definisce i contenuti che devono essere insegnati in una serie di materie nelle "scuole gestite dagli enti locali".

## Obiettivi
Due sono gli obiettivi principali presenti nella documentazione statutaria per il Curriculum Nazionale:
1. Il curriculum nazionale fornisce agli alunni un'introduzione alle conoscenze essenziali, di cui hanno bisogno, per essere cittadini istruiti. Introduce gli alunni al meglio che è stato pensato e detto e aiuta a generare un apprezzamento della creatività e dei risultati umani.
2. Il curriculum nazionale è solo uno dei tanti elementi nell'educazione di ogni bambino. C'è tempo e spazio, nella giornata scolastica e in ogni settimana, trimestre e anno, per andare oltre le specifiche del curriculum nazionale, il quale fornisce uno schema delle conoscenze di base attorno alle quali gli insegnanti possono sviluppare lezioni entusiasmanti e stimolanti per promuovere lo sviluppo delle conoscenze, della comprensione e delle abilità degli alunni come parte del curriculum scolastico più ampio.[2]

Questi obiettivi mirano a sostenere i doveri statutari delle scuole di offrire un curriculum equilibrato e di ampia base che promuova lo sviluppo spirituale, morale, culturale, mentale e fisico degli alunni, a scuola e nella società, mentre li prepara a scuola per le opportunità, le responsabilità e le esperienze della vita successiva, come stabilito nell'Education Act 2002.

## Struttura
Il Curriculum Nazionale, pubblicato l'ultima volta nel 2014, è previsto per tutto l'anno per gli alunni di età compresa tra i 5 e i 16 anni. All'interno di queste età, il curriculum è strutturato in quattro "Fasi chiave", per ciascuna delle quali deve essere insegnato un elenco prescritto di materie. La tabella seguente stabilisce l'elenco legale delle materie da insegnare in ciascuna fase chiave:
| Materia              | Fase chiave 1 (5-7 anni) | Fase chiave 2 (7-11 anni) | Fase chiave 3 (11-14 anni) | Fase chiave 4 (14-16 anni) |
| -------------------- | ------------------------ | ------------------------- | -------------------------- | -------------------------- |
| inglese              |                          |                           |                            |                            |
| Matematica           |                          |                           |                            |                            |
| Scienze              |                          |                           |                            |                            |
| Arte e design        |                          |                           |                            |                            |
| Cittadinanza         |                          |                           |                            |                            |
| Informatica          |                          |                           |                            |                            |
| Disegno e tecnologia |                          |                           |                            |                            |
| Lingue               |                          |                           |                            |                            |
| Geografia            |                          |                           |                            |                            |
| Storia               |                          |                           |                            |                            |
| Musica               |                          |                           |                            |                            |
| Educazione fisica    |                          |                           |                            |                            |

Per ciascuna delle materie curriculari statutarie, il Segretario di Stato per l'Istruzione è tenuto a definire un programma di studi che delinei i contenuti che devono essere insegnati in quelle materie nelle relative fasi chiave. L'ultimo curriculum nazionale pubblicato è stato introdotto nelle scuole nel settembre del 2014.

### Altri diritti
Inoltre, ai bambini in tutte le fasi chiave, deve essere fornito un curriculum di educazione religiosa e per gli alunni nelle fasi chiave 3 e 4 anche un curriculum di educazione sessuale e relazionale.
Oltre alle materie obbligatorie, gli studenti della fase 4 hanno il diritto statutario di poter studiare almeno una materia delle arti (comprendente arte e disegno, musica, fotografia, danza, arti teatrali e mediatiche), disegno e tecnologia (comprendendo disegno e tecnologia, elettronica, ingegneria, preparazione e nutrizione), discipline umanistiche (che comprendono geografia e storia), affari e imprese (che comprendono studi commerciali e di economia) e una lingua moderna.

## Storia

### Il grande dibattito di Callaghan
In un discorso del 1976 al Ruskin College, il primo ministro James Callaghan lanciò quello che divenne noto come il "Grande dibattito". Il discorso venne definito "rivoluzionario" nel contesto del suo tempo, e ha "acceso un bagliore che da allora ha illuminato la riforma dell'istruzione". Il discorso intendeva stimolare un ampio dibattito sullo scopo dell'istruzione nel Regno Unito:
Questi sono argomenti adeguati per la discussione e il dibattito. E dovrebbe essere un dibattito razionale basato sui fatti... Non è mia intenzione lasciarmi invischiare in problemi come se ci debba essere un curriculum di base con standard universali, anche se sono incline a pensare che dovrebbe esserci... Gli obiettivi della nostra educazione, dalla scuola materna all'educazione degli adulti, sono abbastanza chiari. Devono fornire ai bambini il meglio delle loro capacità per un posto vivo e costruttivo nella società e anche adattarli a svolgere un lavoro. Non l'uno o l'altro, ma entrambi... Entrambi gli scopi di base dell'istruzione richiedono gli stessi strumenti essenziali. Questi sono l'alfabetizzazione di base, la matematica di base, la comprensione di come vivere e lavorare insieme, il rispetto per gli altri, il rispetto per l'individuo. Ciò significa richiedere determinate conoscenze di base, abilità e capacità di ragionamento. Significa sviluppare menti vivaci e indagatrici e un appetito per ulteriori conoscenze che dureranno per tutta la vita. Significa mitigare il più possibile gli svantaggi che possono subire le cattive condizioni domestiche o l'handicap fisico o mentale. Stiamo puntando nella giusta direzione in queste materie?

### 1988 Legge sulla riforma dell'istruzione
Il primo curriculum nazionale statutario è stato introdotto dall'Education Reform Act 1988 da Kenneth Baker. I corsi di studio sono stati redatti e pubblicati nel 1988 e nel 1989, con il primo insegnamento di alcuni elementi del nuovo curriculum a partire dal settembre 1989.

### 1994-95 Riforme Shephard
Sotto il mandato di Gillian Shephard come Segretario all'Istruzione, nel 1994, è stata lanciata una revisione del National Curriculum, guidata da Ron Dearing. Il suo obiettivo era trovare modi per "snellire" il curriculum troppo dettagliato. La relazione finale ha enunciato la necessità di ridurre il volume dei contenuti normativi, in particolare nelle fasi chiave più basse, oltre a raccomandare modifiche ai metodi di valutazione. Di conseguenza, nel 1995, è stato pubblicato un Curriculum Nazionale aggiornato che ha visto una notevole riduzione dei contenuti del curriculum e una semplificazione in linea con le raccomandazioni di Dearing.

### 1997-99 Riforme Blunkett
Quando, nel 1997, è entrato in carica un nuovo governo laburista, la sua attenzione all'inglese e alla matematica ha portato alla decisione di disapplicare i programmi di studio statutari per le materie fondamentali a partire dal settembre 1998, per consentire alle scuole di dedicare più tempo all'insegnamento dell'alfabetizzazione e della matematica. Il Segretario di Stato, David Blunkett, ha successivamente annunciato un'altra revisione del curriculum nazionale, in particolare a livello primario, per ridurre il contenuto nelle materie di base consentendo più tempo da dedicare alle materie principali di inglese, matematica e scienze. Nel luglio 1999 è stato pubblicato un nuovo Curriculum Nazionale per il primo insegnamento nel settembre 2000.

### 2007-08 Riforme Balls
Ulteriori modifiche sono state annunciate da Ed Balls nel 2007 per il curriculum statutario per le fasi chiave 3 e 4, concentrate ancora sulla rimozione di alcuni contenuti dalla documentazione, aggiungendone alcuni altri, con l'obiettivo di dare una maggiore flessibilità alle scuole. Queste modifiche sono state introdotte nel settembre 2008 e sono state rapidamente seguite da proposte di modifiche al curriculum primario, sulla base di una revisione condotta da Jim Rose. La revisione proponeva di sostituire le 10 materie statutarie nelle fasi chiave 1 e 2 con 6 "aree di apprendimento" più ampie, come "comprensione dell'inglese, comunicazione e lingue" e "comprensione umana, sociale e ambientale". Tuttavia, a seguito del cambio di governo, nel 2010, i piani per questo cambiamento, proposto per iniziare a settembre 2011, sono stati abbandonati, e le scuole sono state consigliate di continuare a seguire il curriculum 2000 in attesa di revisione.

### 2012-14 Riforme del governo
Dopo la sua nomina a Segretario per l'Istruzione nel 2010, Michael Gove ha incaricato un gruppo di esperti di riferire su un quadro per un nuovo curriculum nazionale. La revisione è stata condotta da Tim Oates di Cambridge Assessment e riportata nel dicembre 2011. Ha suggerito modifiche significative alla struttura del curriculum nazionale, inclusa la divisione della fase chiave 2 in due fasi più brevi (di due anni).
Nel 2013, il governo ha prodotto una bozza di curriculum nazionale, seguita da una versione finale nel settembre 2013, per il primo insegnamento nel settembre 2014. A causa dei brevi tempi di introduzione, il curriculum è stato introdotto solo per alcune materie e gruppi di anni nel 2014, con le materie principali degli anni 2 e 6 (gli ultimi anni delle fasi chiave 1 e 2) che sono diventate obbligatorie solo nel settembre 2015, per concedere il tempo per l'introduzione di nuove modalità di test al termine delle fasi chiave. Allo stesso modo, le materie principali del livello 4 devono essere introdotte anno per anno a partire da settembre 2015 per l'inglese e la matematica e da settembre 2016 per le scienze.